# Szörényi Éva-díj
A Szörényi Éva-díj a Nemzeti Színház saját alapítású díja, amit 2014-ben alapított a színház színművészeti díjként. Névadója Szörényi Éva Kossuth-díjas színművész.
A Szörényi Éváról elnevezett díjat a Nemzeti Színház társulata szavazza meg, és az a színésznő kapja meg, aki az adott évad legjobb alakítását nyújtotta, és emellett a színházért is feladatot vállalt.

## Díjazottak
- 2014
  - Tompos Kátya Jászai Mari-díjas színésznő
- 2015
  - Söptei Andrea Jászai Mari-díjas színésznő
- 2016
  - Szűcs Nelli Jászai Mari-díjas színésznő, érdemes művész
- 2017
  - Nagy Mari Jászai Mari-díjas színésznő, érdemes művész[2]
- 2018
  - Nagy-Kálózy Eszter Kossuth- és Jászai Mari-díjas színésznő, érdemes és kiváló művész[3]
- 2019
  - Söptei Andrea Jászai Mari-díjas színésznő, érdemes művész[4]
- 2020
  - Udvaros Dorottya Kossuth- és Jászai Mari-díjas magyar színművésznő, a Halhatatlanok Társulatának örökös tagja[5]
- 2022
  - Barta Ágnes színművész[6]
- 2023
  - Katona Kinga színművész[7]
- 2024
  - Szilágyi Ágota színművész[8]
- 2025
  - Tóth Auguszta színművész[9]